# David Ewing Duncan
David Ewing Duncan (né en 1958) est un journaliste, écrivain et producteur de télévision américain, spécialiste des sciences et en particulier des biotechnologies, vivant à San Francisco. Il est l'auteur de six livres, publiés en vingt-deux langues dont le plus récent est Masterminds: Genius, DNA and the Quest to Rewrite Life.  David est chroniqueur à Wired Magazine, Discover magazine et MIT Technology Review; il écrit pour le National Geographic, Fortune et The Atlantic Monthly, parmi d'autres.

## Récompenses
En 2003, David a reçu le AAAS Science Journalism Awards de l´American Association for the Advancement of Science. Son livre Masterminds: Genius, DNA and Quest to Rewrite Life a fait partie de la sélection des meilleurs livres de l'année du San Francisco Chronicle

## Œuvres
- (en) Masterminds: Genius, DNA and Quest to Rewrite Life, New York, NY : Harper Perennial, 2006. (OCLC 68001044)
- (en) Calendar: Humanity's Epic Struggle to Determine a True and Accurate Year, New York : Bard, 1998. (OCLC 38288656)
  - (fr) Le Temps conté : la grande aventure de la mesure du temps, (trad. Hugues de Giorgis), (OCLC 41033948)
  - (de) Der Kalender : auf der Suche nach der richtigen Zeit, München : Heyne, 1999. (OCLC 76044607)
- (en) Residents: The Perils and Promise of Training Young Doctors, New York, NY : Scribner, 1996. (OCLC 34474192)
- (en) Hernando de Soto: A Savage Quest in the Americas, New York : Crown Publishers, 1995. (OCLC 32704626)
- (en) From Cape to Cairo: An African Odyssey New York : Weidenfeld & Nicolson, 1989. (OCLC 19130645)
- (en) Pedaling the Ends of the Earth, New York : Simon and Schuster, 1985. (OCLC 12107182)